# Гагинская волость
Гагинская волость — историческая административно-территориальная единица Сергачского уезда Нижегородской губернии Российской империи и РСФСР.

## История
Образована в ходе крестьянской реформы из нескольких владельческих селений Сергачского уезда.
После Октябрьской революции на территории волости был создан Гагинский сельсовет. К 1923 году в ходе укрупнения волостей к Гагинской волости были присоединены территории упраздненных Ветошкинской, Покровской и Юрьевской волостей.
На 1926 год в состав Гагинской волости входили следующие сельсоветы:
- Березниковский,
- Ветошкинский,
- Гагинский,
- Ломакинский,
- Пановоосановский,
- Покровский,
- Сурковский,
- Юрьевский.

16 мая 1929 года Сергачский уезд был упразднен, и Гагинская волость вошла во вновь образованный Арзамасский округ Нижегородской области. Уже 7 июля 1929 Гагинская волость была упразднена, а на ее базе сформирован Гагинский  район, в состав которого вошли также части соседних Большеаратской, Большемаресевской, Лопатинской и Мангушевской волостей.

## Населенные пункты
(В дореволюционных границах волости)
- Село Гагино,
- деревня Мансурово,
- село Субботино,
- поселок Липки,
- хутор Хорунтаевка,
- деревня Шерстино.